# Пиньятелли, Фердинандо Мария
Фердинандо Мария Пиньятелли (итал. Ferdinando Maria Pignatelli; 9 июня 1770, Неаполь, Неаполитанское королевство — 10 мая 1853, Палермо, королевство Обеих Сицилий) — итальянский кардинал, театинец. Архиепископ Палермо с 21 февраля 1839 по 10 мая 1853. Кардинал-священник с 8 июля 1839, с титулом церкви Санта-Мария-делла-Виттория с 11 июля 1839.